# Demonax stigma
Demonax stigma är en skalbaggsart som beskrevs av Holzschuh 1991. Demonax stigma ingår i släktet Demonax och familjen långhorningar. Inga underarter finns listade i Catalogue of Life.